# Xã Hegne, Quận Norman, Minnesota
Xã Hegne (tiếng Anh: Hegne Township) là một xã thuộc quận Norman, tiểu bang Minnesota, Hoa Kỳ. Năm 2010, dân số của xã này là 40 người.